# Ralph & the Big Bang Group
Ralph & the Big Bang Group är en kvartett hemmahörande i Skåne som startade 1987. Sättningen är trummor, bas, gitarr och sång. Gruppen har gett ut fem album och turnerat i flertalet länder i Europa. Många kända musiker har medverkat med gruppen i olika sammanhang, bland andra Kellie Rucker, Ulf Wakenius, Lars Jansson, Jukka Tolonen, Georgie Fame, Peps Persson, Totta Näslund, Pierre Swärd, Clas Yngström, Lasse Tennander, Peter Lundblad samt Clas Jansson. Under senare år har gruppen med jämna mellanrum samarbetat med munspelaren Marc Breitfelder. 2011 anslöt sångerskan Susanne Edlund och en delvis ny musikalisk inriktning framträdde. Övriga medlemmar är Ralph Svensson (sång/trummor), Lasse Persson (gitarr) och Jerker Allgulander (bas). 2013  släpptes "Ralph & the big bang group 6" . I oktober 2014 publicerade kvartetten sin första video på låten "Baby Don't Leave Me" (Susanne Edlund text/musik, arr Lasse Persson). Gruppen upphörde 31/12-2018.

## Diskografi
- Livet på landet (1991)
- Big Bang Group (1993)
- Ralph (1997)
- Skånska Rök`n Roll Hits 1 o 2 (1998) Samlingsalbum
- What's going on in my house? (1999)
- Live! (2006)
- Ralph & the big bang group 6 (2013)